# Cincinnati Open 2014 - Qualificazioni singolare femminile
Le qualificazioni del singolare femminile del Cincinnati Open 2014 sono state un torneo di tennis preliminare per accedere alla fase finale della manifestazione. I vincitori dell'ultimo turno entreranno di diritto nel tabellone principale.

## Teste di serie
1. Bojana Jovanovski (primo turno)
2. Peng Shuai (ritirata per giocare la semifinale di doppio della Rogers Cup 2014
3. Karolína Plíšková (primo turno)
4. Mona Barthel (ultimo turno)
5. Alison Riske (primo turno)
6. Varvara Lepchenko (Qualificata)
7. Caroline Garcia (primo turno)
8. Elena Vesnina (ultimo turno, ritirata)
9. Zarina Dijas (Qualificata)
10. Jaroslava Švedova (primo turno)
11. Ajla Tomljanović
12. Heather Watson (Qualificata)

1. María Teresa Torró Flor (ultimo turno)
2. Irina-Camelia Begu (Qualificata)
3. Monica Niculescu (ultimo turno)
4. Yanina Wickmayer (Qualificata)
5. Mónica Puig (ultimo turno)
6. Annika Beck (Qualificata)
7. Anna Karolína Schmiedlová (primo turno)
8. Polona Hercog (Qualificata)
9. Francesca Schiavone (ultimo turno)
10. Sílvia Soler Espinosa (ultimo turno)
11. Chanelle Scheepers (Qualificata)
12. Marina Eraković (primo turno)
13. Karin Knapp (Qualificata)

## Qualificate
1. Polona Hercog
2. Karin Knapp
3. Pauline Parmentier
4. Annika Beck
5. Taylor Townsend
6. Varvara Lepchenko

1. Chanelle Scheepers
2. Irina-Camelia Begu
3. Zarina Dijas
4. Nicole Gibbs
5. Yanina Wickmayer
6. Heather Watson

## Tabellone

### Legenda
| - Q = Qualificato - WC = Wild card - LL = Lucky loser | - ALT = Alternate - SE = Special Exempt - PR = Protected Ranking | - w/o = Walkover - r = Ritirato - d = Squalificato |

### Sezione 1
|  | Primo turno | Primo turno       | Primo turno       | Primo turno | Primo turno |  |  | Ultimo turno | Ultimo turno  | Ultimo turno  | Ultimo turno | Ultimo turno |  |
|  |             |                   |                   |             |             |  |  |              |               |               |              |              |  |
|  | 1           | Bojana Jovanovski | Bojana Jovanovski | 5           | 2           |  |  |              |               |               |              |              |  |
|  |             | Julia Glushko     | Julia Glushko     | 7           | 6           |  |  |              | Julia Glushko | Julia Glushko | 3            | 1            |  |
|  |             | Paula Ormaechea   | 2                 | 6           | 3           |  |  | 20           | Polona Hercog | Polona Hercog | 6            | 6            |  |
|  | 20          | Polona Hercog     | 6                 | 3           | 6           |  |  |              |               |               |              |              |  |

### Sezione 2
|  | Primo turno | Primo turno      | Primo turno      | Primo turno | Primo turno |  |  | Ultimo turno | Ultimo turno | Ultimo turno | Ultimo turno | Ultimo turno |  |
|  |             |                  |                  |             |             |  |  |              |              |              |              |              |  |
|  | 25          | Karin Knapp      | Karin Knapp      | 6           | 6           |  |  |              |              |              |              |              |  |
|  | LL          | Urszula Rawanska | Urszula Rawanska | 3           | 3           |  |  | 25           | Karin Knapp  | 2            | 6            | 7            |  |
|  |             | Tamira Paszek    | Tamira Paszek    | 4           | 4           |  |  | 17           | Mónica Puig  | 6            | 3            | 65           |  |
|  | 17          | Mónica Puig      | Mónica Puig      | 6           | 6           |  |  |              |              |              |              |              |  |

### Sezione 3
|  | Primo turno | Primo turno             | Primo turno             | Primo turno | Primo turno |  |  | Ultimo turno | Ultimo turno            | Ultimo turno            | Ultimo turno | Ultimo turno |  |
|  |             |                         |                         |             |             |  |  |              |                         |                         |              |              |  |
|  | 3           | Karolína Plíšková       | 65                      | 6           | 64          |  |  |              |                         |                         |              |              |  |
|  |             | Pauline Parmentier      | 7                       | 1           | 7           |  |  |              | Pauline Parmentier      | Pauline Parmentier      | 7            | 7            |  |
|  |             | Kiki Bertens            | Kiki Bertens            | 4           | 1           |  |  | 13           | María Teresa Torró Flor | María Teresa Torró Flor | 6            | 64           |  |
|  | 13          | María Teresa Torró Flor | María Teresa Torró Flor | 6           | 6           |  |  |              |                         |                         |              |              |  |

### Sezione 4
|  | Primo turno | Primo turno      | Primo turno      | Primo turno | Primo turno |  |  | Ultimo turno | Ultimo turno | Ultimo turno | Ultimo turno | Ultimo turno |  |
|  |             |                  |                  |             |             |  |  |              |              |              |              |              |  |
|  | 4           | Mona Barthel     | Mona Barthel     | 6           | 6           |  |  |              |              |              |              |              |  |
|  | WC          | Julija Putinceva | Julija Putinceva | 4           | 2           |  |  | 4            | Mona Barthel | Mona Barthel | 2            | 3            |  |
|  | WC          | Melanie Oudin    | Melanie Oudin    | 1           | 3           |  |  | 18           | Annika Beck  | Annika Beck  | 6            | 6            |  |
|  | 18          | Annika Beck      | Annika Beck      | 6           | 6           |  |  |              |              |              |              |              |  |

### Sezione 5
|  | Primo turno | Primo turno           | Primo turno           | Primo turno | Primo turno |  |  | Ultimo turno | Ultimo turno          | Ultimo turno          | Ultimo turno | Ultimo turno |  |
|  |             |                       |                       |             |             |  |  |              |                       |                       |              |              |  |
|  | 5           | Alison Riske          | Alison Riske          | 3           | 4           |  |  |              |                       |                       |              |              |  |
|  | WC          | Taylor Townsend       | Taylor Townsend       | 6           | 6           |  |  | WC           | Taylor Townsend       | Taylor Townsend       | 6            | 6            |  |
|  | WC          | Andrea Hlaváčková     | Andrea Hlaváčková     | 3           | 2           |  |  | 22           | Sílvia Soler Espinosa | Sílvia Soler Espinosa | 4            | 3            |  |
|  | 22          | Sílvia Soler Espinosa | Sílvia Soler Espinosa | 6           | 6           |  |  |              |                       |                       |              |              |  |

### Sezione 6
|  | Primo turno | Primo turno               | Primo turno               | Primo turno | Primo turno |  |  | Ultimo turno | Ultimo turno      | Ultimo turno      | Ultimo turno | Ultimo turno |  |
|  |             |                           |                           |             |             |  |  |              |                   |                   |              |              |  |
|  | 6           | Varvara Lepchenko         | Varvara Lepchenko         | 6           |             |  |  |              |                   |                   |              |              |  |
|  |             | Alexandra Dulgheru        | Alexandra Dulgheru        | 4           | r           |  |  | 6            | Varvara Lepchenko | Varvara Lepchenko | 7            | 7            |  |
|  |             | Anna Tatišvili            | Anna Tatišvili            | 6           | 6           |  |  |              | Anna Tatišvili    | Anna Tatišvili    | 5            | 6(1)         |  |
|  | 19          | Anna Karolína Schmiedlová | Anna Karolína Schmiedlová | 1           | 2           |  |  |              |                   |                   |              |              |  |

### Sezione 7
|  | Primo turno | Primo turno        | Primo turno        | Primo turno | Primo turno |  |  | Ultimo turno | Ultimo turno       | Ultimo turno       | Ultimo turno | Ultimo turno |  |
|  |             |                    |                    |             |             |  |  |              |                    |                    |              |              |  |
|  | 7           | Caroline Garcia    | Caroline Garcia    | 4           | 3           |  |  |              |                    |                    |              |              |  |
|  |             | Tímea Babos        | Tímea Babos        | 6           | 6           |  |  |              | Tímea Babos        | Tímea Babos        | 0            | 4            |  |
|  |             | Timea Bacsinszky   | Timea Bacsinszky   | 5           | 2           |  |  | 23           | Chanelle Scheepers | Chanelle Scheepers | 6            | 6            |  |
|  | 23          | Chanelle Scheepers | Chanelle Scheepers | 7           | 6           |  |  |              |                    |                    |              |              |  |

### Sezione 8
|  | Primo turno | Primo turno        | Primo turno    | Primo turno | Primo turno |  |  | Ultimo turno | Ultimo turno       | Ultimo turno | Ultimo turno | Ultimo turno |  |
|  |             |                    |                |             |             |  |  |              |                    |              |              |              |  |
|  | 8           | Elena Vesnina      | Elena Vesnina  | 6           | 6           |  |  |              |                    |              |              |              |  |
|  | WC          | Sachia Vickery     | Sachia Vickery | 4           | 3           |  |  | 8            | Elena Vesnina      | 4            | 0            | r            |  |
|  |             | Kimiko Date-Krumm  | 6              | 2           | 4           |  |  | 14           | Irina-Camelia Begu | 6            | 4            |              |  |
|  | 14          | Irina-Camelia Begu | 1              | 6           | 6           |  |  |              |                    |              |              |              |  |

### Sezione 9
|  | Primo turno | Primo turno      | Primo turno      | Primo turno | Primo turno |  |  | Ultimo turno | Ultimo turno     | Ultimo turno     | Ultimo turno | Ultimo turno |  |
|  |             |                  |                  |             |             |  |  |              |                  |                  |              |              |  |
|  | 9           | Zarina Dijas     | Zarina Dijas     | 6           | 6           |  |  |              |                  |                  |              |              |  |
|  |             | Shelby Rogers    | Shelby Rogers    | 1           | 4           |  |  | 9            | Zarina Dijas     | Zarina Dijas     | 6            | 6            |  |
|  |             | Donna Vekić      | Donna Vekić      | 3           | 3           |  |  | 15           | Monica Niculescu | Monica Niculescu | 2            | 2            |  |
|  | 15          | Monica Niculescu | Monica Niculescu | 6           | 6           |  |  |              |                  |                  |              |              |  |

### Sezione 10
|  | Primo turno | Primo turno         | Primo turno         | Primo turno | Primo turno |  |  | Ultimo turno | Ultimo turno        | Ultimo turno | Ultimo turno | Ultimo turno |  |
|  |             |                     |                     |             |             |  |  |              |                     |              |              |              |  |
|  | 10          | Jaroslava Švedova   | Jaroslava Švedova   | 62          | 2           |  |  |              |                     |              |              |              |  |
|  | WC          | Nicole Gibbs        | Nicole Gibbs        | 7           | 6           |  |  | WC           | Nicole Gibbs        | 6            | 4            | 6            |  |
|  |             | Kristina Mladenovic | Kristina Mladenovic | 4           | 2           |  |  | 21           | Francesca Schiavone | 3            | 6            | 2            |  |
|  | 21          | Francesca Schiavone | Francesca Schiavone | 6           | 6           |  |  |              |                     |              |              |              |  |

### Sezione 11
|  | Primo turno | Primo turno         | Primo turno | Primo turno | Primo turno |  |  | Ultimo turno | Ultimo turno     | Ultimo turno | Ultimo turno | Ultimo turno |  |
|  |             |                     |             |             |             |  |  |              |                  |              |              |              |  |
|  | 11          | Ajla Tomljanović    | 0           | 6           | 4           |  |  |              |                  |              |              |              |  |
|  |             | Julia Görges        | 6           | 4           | 6           |  |  |              | Julia Görges     | 4            | 6            | 5            |  |
|  |             | Alison Van Uytvanck | 7           | 64          | 2           |  |  | 16           | Yanina Wickmayer | 6            | 3            | 7            |  |
|  | 16          | Yanina Wickmayer    | 65          | 7           | 6           |  |  |              |                  |              |              |              |  |

### Sezione 12
|  | Primo turno | Primo turno       | Primo turno       | Primo turno | Primo turno |  |  | Ultimo turno | Ultimo turno   | Ultimo turno   | Ultimo turno | Ultimo turno |  |
|  |             |                   |                   |             |             |  |  |              |                |                |              |              |  |
|  | 12          | Heather Watson    | Heather Watson    | 6           | 6           |  |  |              |                |                |              |              |  |
|  |             | Kristýna Plíšková | Kristýna Plíšková | 3           | 4           |  |  | 12           | Heather Watson | Heather Watson | 6            | 6            |  |
|  |             | Shahar Peer       | 4                 | 6           | 6           |  |  |              | Shahar Peer    | Shahar Peer    | 3            | 0            |  |
|  | 24          | Marina Eraković   | 6                 | 0           | 4           |  |  |              |                |                |              |              |  |